# خوروشکی دوژه
خوروشکی دوژه (به لهستانی:  Horoszki Duże) یک روستا در لهستان است که در گمینا سارناکی واقع شده‌است.